# アポロンの泉水
アポロンの泉水（アポロンのせんすい、フランス語: Bassin d'Apollon）、あるいはアポロンの車駕（しゃが）の泉水（フランス語: Le Bassin du Char d'Apollon）は、ヴェルサイユ宮殿の庭園の中の一つの泉水である。アポロンの噴水、アポロンの泉とも。
シャルル・ルブランはこの泉の中心部を設計し、ギリシア神話の神であるアポロンが海から4頭の馬が引く戦車にのって昇っていく様を描いた。この池はかつて「白鳥の池」と呼ばれていた湧水地に、1639年に掘られている。ルイ14世が1671年に拡張工事を行った際、この池の東西が測定され、ルイ14世とアポロを同一視させることを期し、ルブランにアポロンに捧げるものとするよう促した。この時代、この夜明けを描いたテーマは人気があり、ヨーロッパの宮殿の天井などにも描かれている。噴水そのものは1668年から1671年の間に作成された。

## アポロン泉水の姿

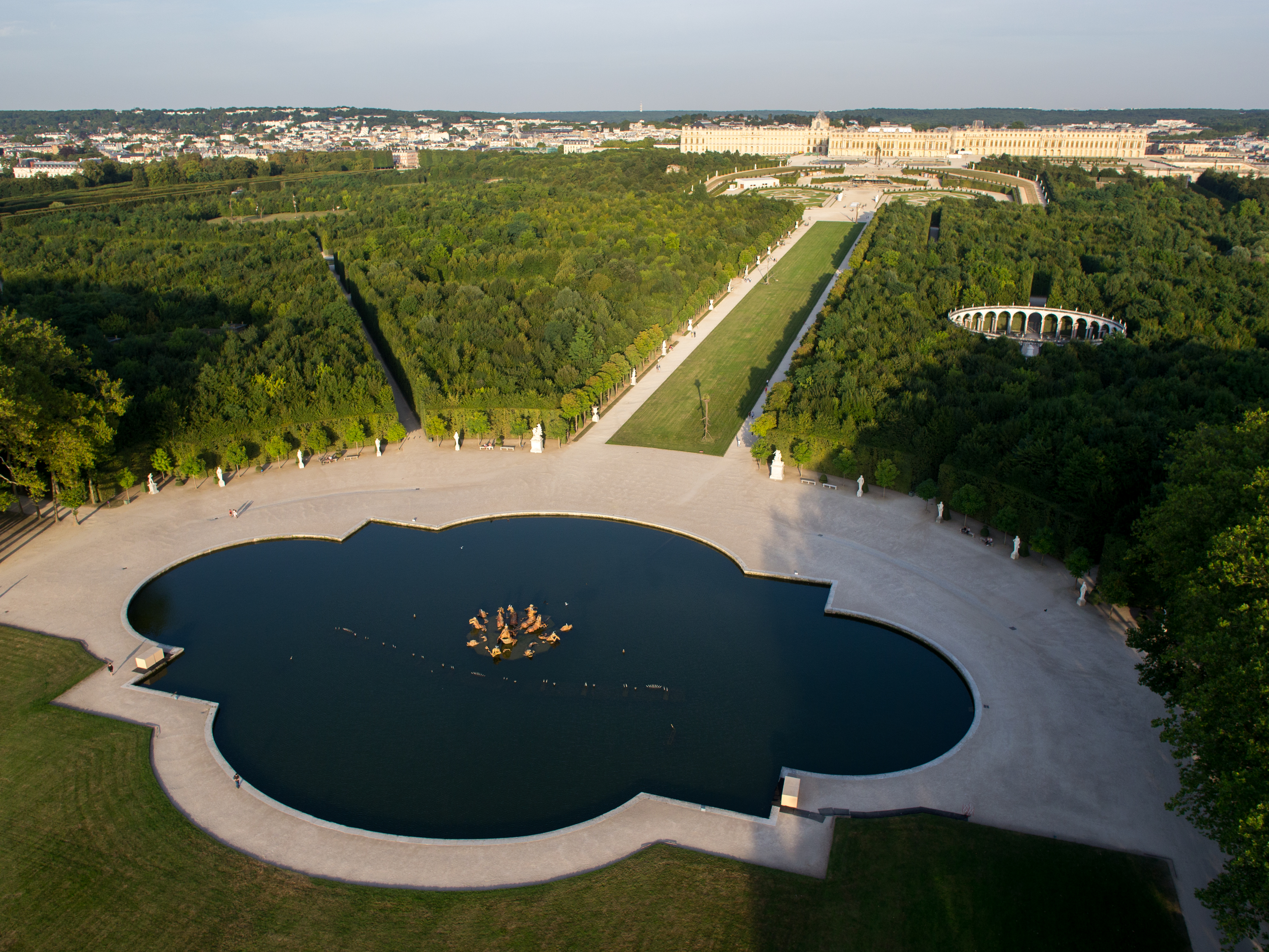
アポロン泉水（遠く、宮殿が見える）
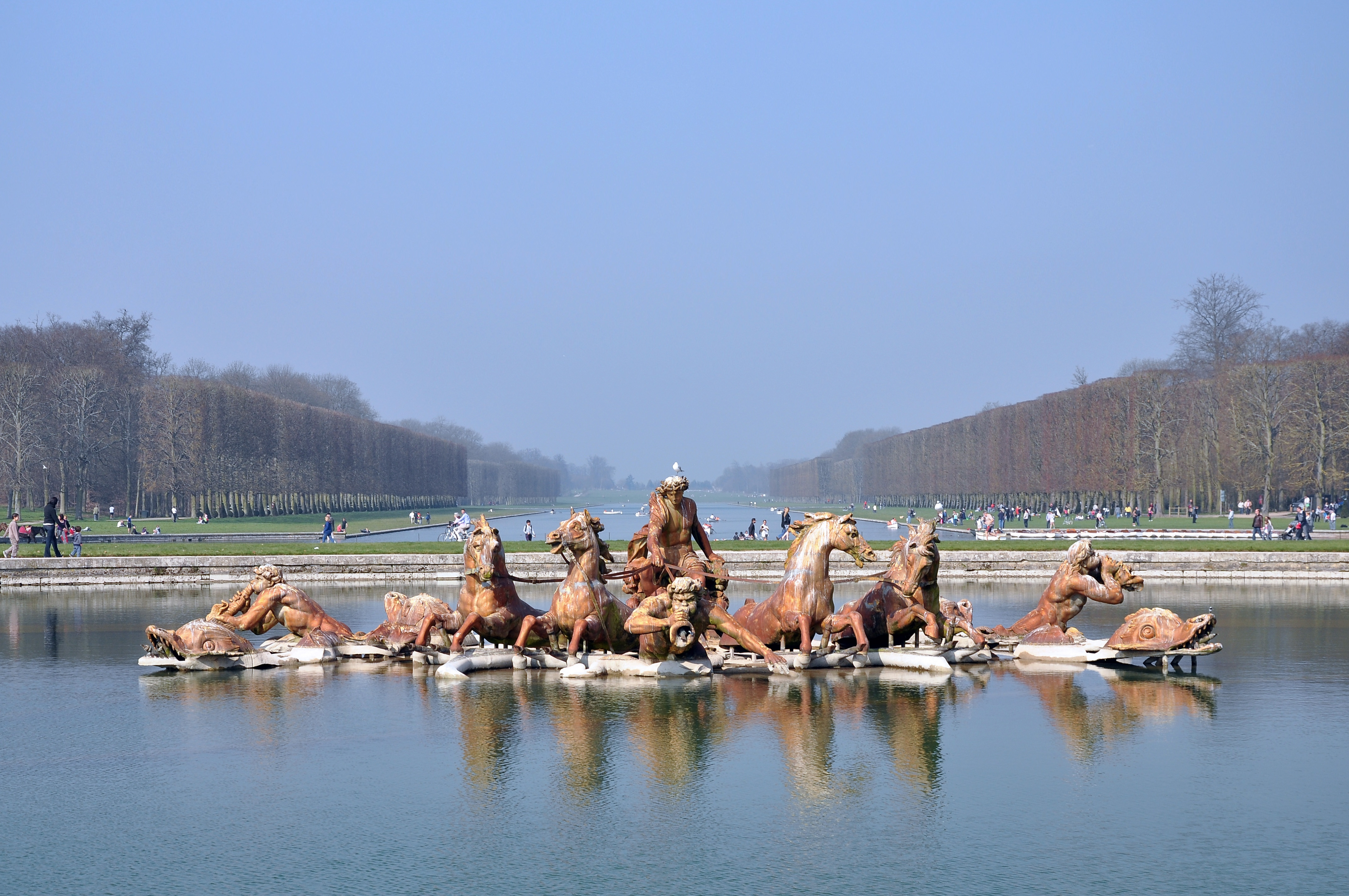
春のアポロンの泉水
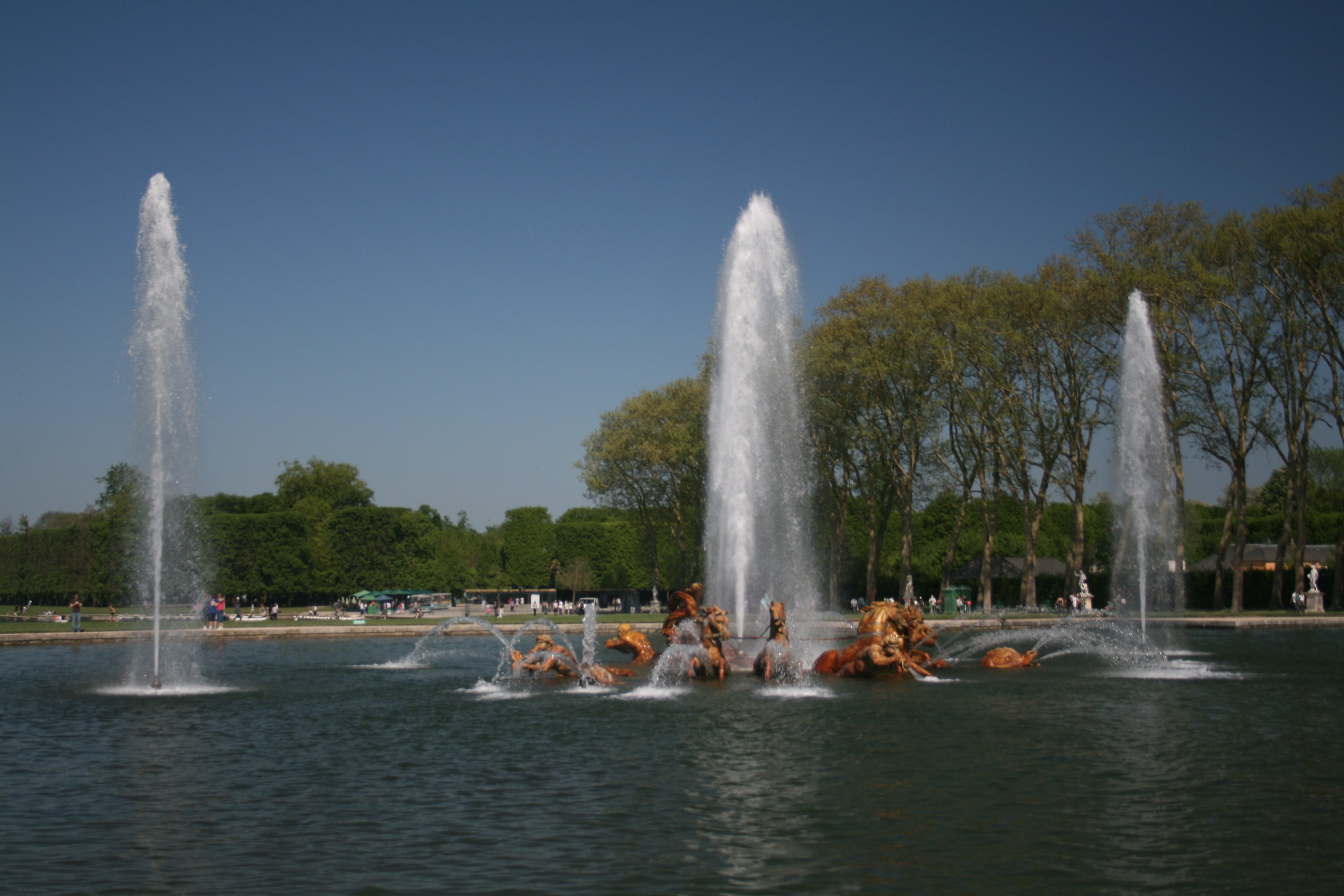
アポロンの泉水、レ・グランド・ゾ（les Grandes Eaux）と呼ばれる噴水ショー中
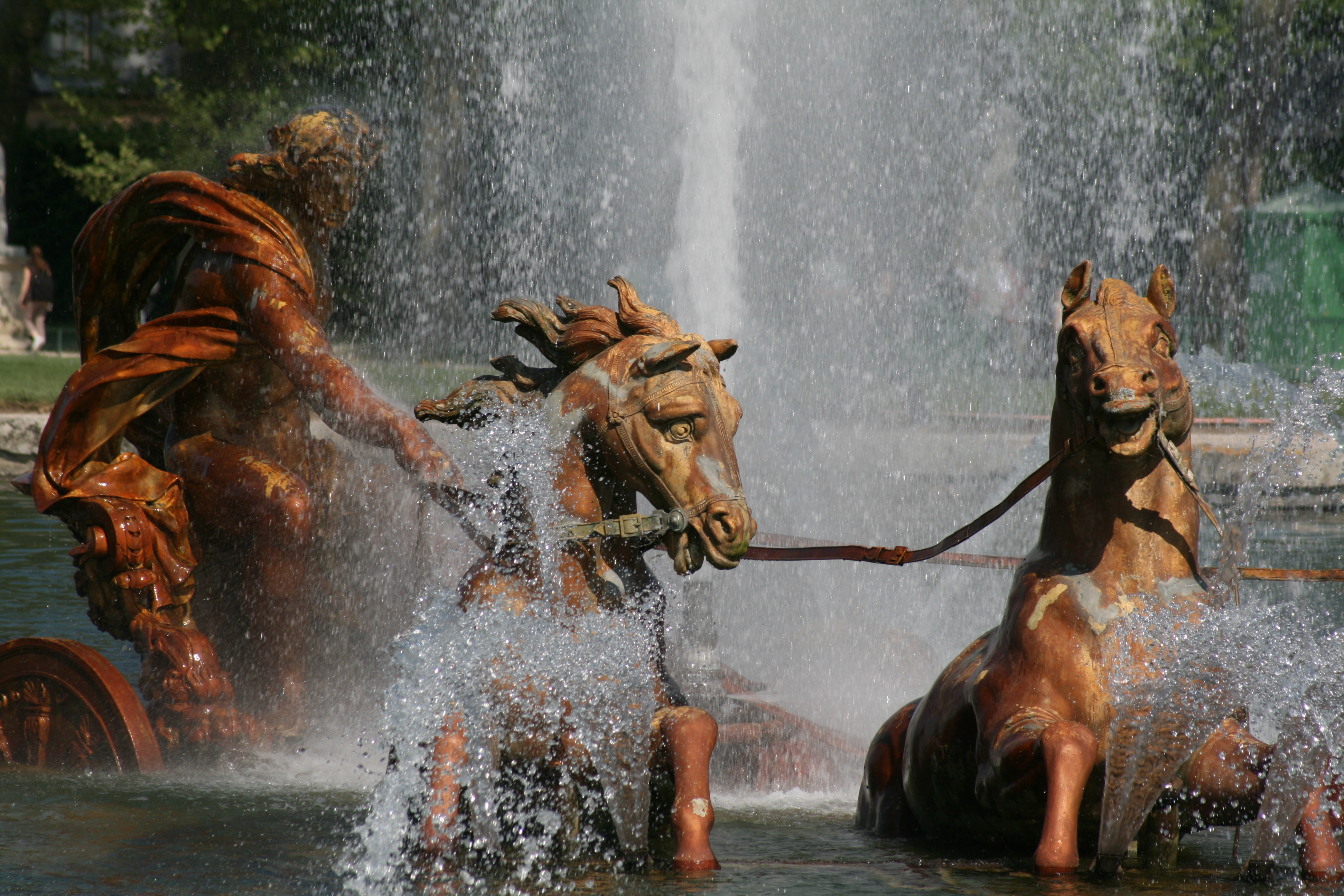
太陽神アポロンとその馬たち。レ・グランド・ゾ中